# Lac-Saint-Jean—Roberval
Pour les articles homonymes, voir Lac-Saint-Jean et Roberval.
Lac-Saint-Jean—Roberval fut une circonscription électorale fédérale de la région du Saguenay—Lac-Saint-Jean au Québec. Elle fut représentée de 1935 à 1949.
La circonscription a été créée en 1933 avec une partie de Lac-St-Jean. Abolie en 1947, elle fut reditribuée parmi Lac-Saint-Jean et Roberval.
Lors des trois élections disputées dans cette circonscription, Joseph-Léonard Duguay,  député fédéral de Lac-St-Jean et député provincial de Lac-Saint-Jean, tenta de se faire élire sans succès, d'abord sous la bannière conservatrice en 1935, sous celle du Gouvernement national en 1940 et à titre de candidat indépendant en 1945.

## Géographie
En 1933, la circonscription de Lac-Saint-Jean—Roberval comprenait:
- Les comtés de Lac-Saint-Jean-Est et Lac-Saint-Jean-Ouest

## Députés
1. 1935-1945 — Armand Sylvestre, PLC
2. 1945-1949 — Joseph-Alfred Dion, PLC Ind.

- PLC = Parti libéral du Canada